# Réva
Réva (Ривица) település Szerbiában, a Vajdaságban, a Szerémségi körzetben, Ürög községben.

## Demográfiai változások
| 1948 | 1953 | 1961 | 1971 | 1981 | 1991 | 2002 |
| ---- | ---- | ---- | ---- | ---- | ---- | ---- |
| 797  | 819  | 800  | 743  | 674  | 633  | 657  |